# Frogs Legnano 2019
Questa voce raccoglie le informazioni riguardanti i Frogs Legnano nelle competizioni ufficiali della stagione 2019.

## Roster
| Roster dei Frogs Legnano (2019) |
| --- |
| Quarterback - 7 Gherardo Vincenti Running Back - 12 Gianpietro Ruffato - 21 Alessandro Bianchi - 24 Marco Carugo - 16 Andrea Ceriani - 20 Davide Cilento - 34 Felix Alejandro Sivisapa Zambrano - 27 Nicolò Iacono Wide Receiver - 84 Fabio Gangemi - 10 Niccolò Gerosa - 2 Antonio Gianera - 87 Luca Maccauso - 4 Kerrvyn Peñaranda - 88 Riccardo Scrudato - 86 Giacomo Solbiati - 89 Roberto Frigerio Offensive Linemen - 62 Stefano Guarneri - 60 Giuseppe Mattia Fiorino - 56 Filippo Selvagio - 64 Sebastiano Vai - 99 Emanuele Villa Defensive Linemen - 66 Michele Bontorin - 77 Simone d'Addazio - 94 Marco Giovini - 69 Alessandro Turri Lopez Linebacker - 9 Federico Bistoletti - 5 Daniele Cilento - 59 Matteo Albergoni - 28 Erik Menghini Defensive Back - 27 Ali Saad - 57 Gianluca Rigillo - 52 Gabriele Verderio Special Team - 41 Riccardo Cavalleri K - 31 Alessandro di Mari KR Coaching staff Roberto Anselmi (HC/WR) · Stefano Elisir (OC/RB) · Flavio Garagiola (OL) · Luca Blefari (QB) · Marco Mereu (DL) · Filippo Carabelli (DC/LB) · Paolo Verrini (DB) · Marco Banfi (DL) |

## Campionato Italiano Football a 9 2019

### Stagione regolare
| Bienate 24 febbraio 2019, ore 15:00 | Frogs Legnano | 0 – 52 (0-25 0-14 0-13 0-0) referto | Predatori Golfo del Tigullio | Stadio di Bienate (50 spett.)\| Arbitro: \| F. Garlaschi \| |
| Arbitro:                            | F. Garlaschi  |                                     |                              |                                                             |

| Bresso 9 marzo 2019, ore 21:00 | Rams Milano | 54 – 14 (6-8 6-6 22-0 20-0) referto | Frogs Legnano | Centro Sportivo Comunale (150 spett.) |

| Bienate 17 marzo 2019, ore 15:00 | Frogs Legnano | 6 – 42 (0-7 6-22 0-0 0-13) referto | Rams Milano | Stadio di Bienate (100 spett.)\| Arbitro: \| G. Rizzello \| |
| Arbitro:                         | G. Rizzello   |                                    |             |                                                             |

| Novara 24 marzo 2019, ore 15:06 | Lancieri Novara | 30 – 6 (0-6 7-0 16-0 7-0) referto | Frogs Legnano | Lancieri Field (100 spett.) |

| Bienate 6 aprile 2019, ore 20:30 | Frogs Legnano | 10 – 48 (8-14 0-34 2-0 0-0) referto | Wolverines Piacenza | Stadio di Bienate (50 spett.) |

| Chiavari 18 maggio 2019, ore 21:00 | Predatori Golfo del Tigullio | 52 – 12 (20-6 6-0 20-6 6-0) referto | Frogs Legnano | C.S. Daneri (100 spett.)\| Arbitro: \| Conti \| |
| Arbitro:                           | Conti                        |                                     |               |                                                 |

## Statistiche di squadra
| Competizione | %Vittorie | In casa | In casa | In casa | In casa | In casa | In casa | In trasferta | In trasferta | In trasferta | In trasferta | In trasferta | In trasferta | Totale | Totale | Totale | Totale | Totale | Totale |
| Competizione | %Vittorie | G       | V       | N       | P       | Pf      | Ps      | G            | V            | N            | P            | Pf           | Ps           | G      | V      | N      | P      | Pf     | Ps     |
| ------------ | --------- | ------- | ------- | ------- | ------- | ------- | ------- | ------------ | ------------ | ------------ | ------------ | ------------ | ------------ | ------ | ------ | ------ | ------ | ------ | ------ |
| Campionato   | .000      | 3       | 0       | 0       | 3       | 16      | 142     | 3            | 0            | 0            | 3            | 32           | 136          | 6      | 0      | 0      | 6      | 48     | 278    |
| Totale       | .000      | 3       | 0       | 0       | 3       | 16      | 142     | 3            | 0            | 0            | 3            | 32           | 136          | 6      | 0      | 0      | 6      | 48     | 278    |

## Statistiche personali

### Marcatori
| Giocatore   | Ruolo | TD rush | TD recv | TD int | TD p.ret | TD k.ret | TD oth | Xp1 | Xp2 | FG | Saf | Totale |
| ----------- | ----- | ------- | ------- | ------ | -------- | -------- | ------ | --- | --- | -- | --- | ------ |
| G. Ruffato  |       | 4       | 1       | 0      | 0        | 0        | 0      | 0   | 0   | 0  | 0   | 30     |
| A. Gianera  |       | 1       | 0       | 0      | 0        | 0        | 0      | 0   | 0   | 0  | 0   | 6      |
| G. Vincenti |       | 1       | 0       | 0      | 0        | 0        | 0      | 0   | 0   | 0  | 0   | 6      |
| A. Ceriani  |       | 0       | 0       | 0      | 0        | 0        | 0      | 0   | 1   | 0  | 0   | 2      |
| N. Gerosa   |       | 0       | 0       | 0      | 0        | 0        | 0      | 0   | 1   | 0  | 0   | 2      |
| Team        |       | 0       | 0       | 0      | 0        | 0        | 0      | 0   | 0   | 0  | 1   | 2      |

### Passer rating
| Giocatore   | G | Att | Comp | Int | Yds | TD | NFL   | NCAA  |
| ----------- | - | --- | ---- | --- | --- | -- | ----- | ----- |
| G. Vincenti | 6 | 90  | 26   | 12  | 236 | 1  | 3,70  | 27,92 |
| A. Gianera  | 1 | 1   | 0    | 0   | 0   | 0  | 39,58 | 0,00  |
| G. Ruffato  | 1 | 1   | 0    | 0   | 0   | 0  | 39,58 | 0,00  |